# Jamielnik (powiat nowomiejski)
Jamielnik – wieś w Polsce, położona w województwie warmińsko-mazurskim, w powiecie nowomiejskim, w gminie Nowe Miasto Lubawskie.
W latach 1975–1998 miejscowość należała administracyjnie do województwa toruńskiego. 
W 1921 roku stacjonowała tu placówka 13 batalionu celnego. Od 1922 do 1928 swą siedzibę miał tu komisariat Straży Celnej „Jamielnik” oraz ulokowano we wsi placówkę Straży Celnej. Po reorganizacji Straży Celnej od 1928 stacjonowała w Jamielniku placówka Straży Granicznej I linii „Radomno”.